# سامر کمال
سامر کمال (انگلیسی: Samer Kamal؛ زادهٔ ۱۲ مهٔ ۱۹۶۶) تکواندوکار اهل اردن بود.